# سيميون الأول ملك بلغاريا
سيميون يُسمى أيضًا بسايمون (Symeon) الأكبر الأول ((بالبلغارية: Симеон I Велики)، يترجم حرفيًا إلى Simeon I Veliki) حكم بلغاريا من عام 893 وحتى عام 927،  خلال عهد الإمبراطورية البلغارية الأولى. وقد ساهمت الحملات العسكرية الناجحة لسيميون ضد البيزنطيين والمجريين والصرب في أكبر توسع لحجم بلغاريا  وساهمت في تحويلها إلى أقوى إمبراطورية معاصرة في أوروبا الشرقية. وقد مثلت فترة حكمه أيضًا ازدهارًا ثقافيًا وتنويريًا لا مثيل له واعتبرت بعد ذلك العصر الذهبي للثقافة البلغارية.
وخلال فترة حكم سيميون، توسعت إمبراطورية بلغاريا لتشمل المنطقة الواقعة بين إيجة والبحر الأدرياتيكي والبحر الأسود و وقد قيل أن العاصمة البلغارية الجديدة بريسلاف كانت تضاهي القسطنطينية. وقد أصبحت الكنيسة البلغارية الأرثوذكسية المستقلة الجديدة البطريركية الأولى إلى جانب المجمع الخماسي للبطاركة وانتشرت ترجمات الغلاغوليستية البلغارية للنصوص المسيحية في العالم السلافي وقد حصل سيميون على لقب إمبراطور في منتصف مدة حكمه،  وكان قد حصل على لقب أمير قبل ذلك .

## الحواشي
1. ↑  For example in Fine, The Early Medieval Balkans.
2. ↑  Lalkov, Rulers of Bulgaria, pp. 23–25.
3. ↑  Enciklopedija Bǎlgarija (بالبلغارية). Akademično izdatelstvo "Marin Drinov". 1988. OCLC:75865504.
4. ↑  The First Bulgarian Empire. إنكارتا. مؤرشف من الأصل في 2009-10-29. اطلع عليه بتاريخ 2007-03-03. "نسخة مؤرشفة". مؤرشف من الأصل في 2009-10-29. اطلع عليه بتاريخ 2013-05-10.
5. ↑  Hart، Nancy. Bulgarian Art and Culture: Historical and Contemporary Perspectives (PDF). جامعة تكساس في أوستن. ص. 21. مؤرشف من الأصل (PDF) في 2007-08-10. اطلع عليه بتاريخ 2007-03-03.
6. ↑  Weigand, Gustav (1924). "1 Istoriko-geografski obzor: 4 Srednovekovie". Etnografija na Makedonija (بالبلغارية). trans. Elena Pipiševa. لايبزيغ: Friedrich Brandstetter. Archived from the original on 2007-04-15.
7. 1 2  باكالوفIstorija na Bǎlgarija، "Simeon I Veliki".
8. ↑  "About Bulgaria" (PDF). U.S. Embassy Sofia, Bulgaria. مؤرشف من الأصل (PDF) في 2007-08-15. اطلع عليه بتاريخ 2007-03-03.
9. ↑  في هذا الوقت.Castellan, Georges (1999). Istorija na Balkanite XIV–XX vek (بالبلغارية). trans. Liljana Caneva. بلوفديف: Hermes. p. 37. ISBN:954-459-901-0.
10. ↑  "Цѣсарь Блъгарѡмъ". Zlatarski, Istorija na Pǎrvoto bǎlgarsko carstvo, p. 367.
11. ↑  Zlatarski, Istorija na Pǎrvoto bǎlgarsko carstvo الصفحة 280.

## وصلات خارجية
- Detailed list of Bulgarian rulers بي دي إف  (96.2 KB)
- (بالبلغارية) The Realm of War and the Realm of Peace, an article by Georgi Todorov
- "Noise Is Being Made Near the Bosphorus", (بالبلغارية) lyrics
- OrdoSimeoni, Order of Simeon the Great نسخة محفوظة 28 أغسطس 2007 على موقع واي باك مشين.